# Bandai (bedrijf)

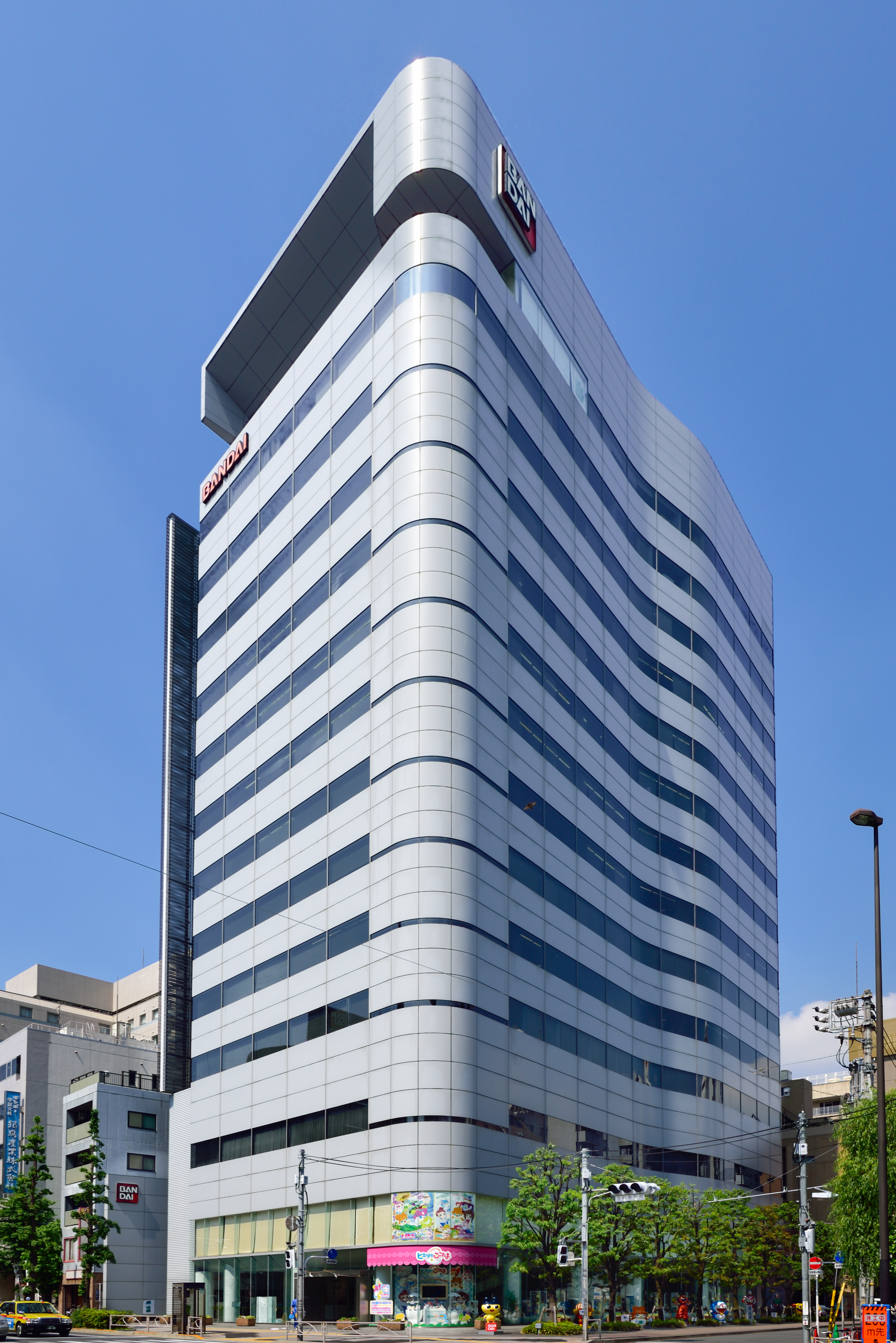
Hoofdkantoor van Bandai.

Bandai (株式会社バンダイ, Kabushiki-gaisha Bandai) is een Japanse speelgoedfabrikant en is de op twee na grootste fabrikant van speelgoed ter wereld. Naast speelgoed ontwikkelt en produceert Bandai ook computerspellen en plastic modelbouwdozen.
Bandai beschouwt character merchandising als hun belangrijkste bedrijfsmodel. De ontwikkelde personages worden gepromoot via verschillende vermaakscategorieën en -kanalen zoals speelgoed, kaartspelproducten, plastic speelgoedmodellen, computerspelsoftware, geanimeerde tv-series en zelfs banket.
De belangrijkste productlijnen zijn "Mobile Suit Gundam", "Pokémon", "Power Rangers" en "Tamagotchi".

## Geschiedenis
Bandai werd in juli 1950 opgericht en verkocht rubberzwemringen en speelgoed gemaakt van celluloid en metaal. "Astroboy" was het eerste stuk speelgoed dat op een televisiepersonage gebaseerd was.
In 1980 werd de reeks "Mobile Suit Gundam" geïntroduceerd, een lijn van plastic speelgoed en modeldozen die uitgroeide tot een reusachtig succes. De mijlpaal van meer dan 100 miljoen verkochte eenheden (cumulatief) werd in 1984 bereikt. In 1989 werd de kaap van 300 miljoen eenheden bereikt.
In 1978 werd Bandai Publishing opgericht om computerspellen te ontwikkelen en te vermarkten. Het eerste spelsucces was "LSI Baseball". De computerspelreeks "Mobile Suit Gundam" werd een ander reusachtig succes, waarvan in 2004 meer dan 20 miljoen exemplaren werden verkocht.
In 2005 werd de computerspelafdeling verzelfstandigd en ondergebracht in een nieuwe onderneming Bandai Games, Inc. In september 2005 nam Bandai de Japanse computerspelfabrikant Namco over.
Naast software ontwikkelt Bandai ook computerhardware. Het bekendst is de "WonderSwan", een draagbare spelcomputer die vergeleken kan worden met een Nintendo Gameboy.

## Speelgoed en (spel)computers van Bandai
- Bandai Supervision TV Jack 8000 - spelcomputer (1979)
- Bandai Arcadia - spelcomputer (1982)
- Gundam RX-78 - computer (1983)
- Bandai Playdia - spelcomputer (1993)
- Bandai Pippin - computer (1996)
- Pokémon - computerspeelgoed (1995)
- Super Sentai & Power Rangers - speelgoed (1995)
- Tamagotchi - virtueel huisdier (1996)
- WonderSwan - draagbare spelcomputer (1999)
- WonderSwan Color - draagbare spelcomputer (2000)
- SwanCrystal - draagbare spelcomputer (2001)